# Das Erbe des Blutes
Das Erbe des Blutes (Originaltitel: Home from the Hill) ist ein Südstaaten-Filmmelodram von Vincente Minnelli, das auf dem Roman Die Schuld der Väter (Home from the Hill) des Autors William Humphrey basiert. Der Film wurde 1960 beim Film-Festival in Cannes aufgeführt.

## Inhalt
Captain Wade Hunnicutt, ein reicher und einflussreicher Bürger und Farmer in einer Stadt im Osten von Texas, hat mit seiner Frau Hannah einen 17-jährigen Sohn, Theron Hunnicutt. Im Laufe des Films kommt heraus, dass er daneben noch den etwas älteren unehelichen Sohn Raphael „Rafe“ Copeley hat, der einer Affäre mit einer inzwischen verstorbenen Wanderarbeiterin entstammt. Diesen lässt er zwar auf seinem Anwesen wohnen und arbeiten, erkennt ihn aber nicht als rechtmäßigen Sohn an.
Hunnicutt ist ein notorischer Frauenheld, zu Beginn der Geschichte wird er von einem eifersüchtigen Ehemann angeschossen. Seine Ehefrau hat sich bereits seit langem von ihm entfremdet, lebt aber weiterhin mit ihm unter einem Dach, unter der Bedingung, sich um die Erziehung Therons kümmern zu dürfen. Hannah Hunnicutt hat ihren Sohn zur Unabhängigkeit erzogen, aber als dieser die Volljährigkeit erreicht, drängt ihr Mann darauf, Therons Erziehung zu übernehmen. Unter dem wachsamen Augen von Rafe Copeley, der für Hunnicutt arbeitet, wird Theron in die Jagd und andere Männlichkeitsrituale eingeführt.
Therons „neue“ Lebensweise führt zu einer Liebesbeziehung mit einem Mädchen aus gutem Hause, Elizabeth „Libby“ Halstead, und erst durch sie erfährt er von dem schlechten Ruf seines Vaters in der Stadt. Dies führt dazu, dass Theron aufgrund der dysfunktionalen Beziehung seiner Eltern nicht in der Lage ist, seine große Liebe Libby zu heiraten.
Der Teufelskreis scheint sich zu wiederholen, als Libby ebenfalls einen unehelichen Sohn – den von Theron – zur Welt bringt. Rafe Copeley heiratet die verzweifelte Libby, der in ihr eine ehrliche Frau sieht, und gibt sich als der Vater des Kindes aus. Libbys Vater, Albert Halstead, glaubt allerdings dem Gerede in der Stadt, dass Wade Hunnicutt seine Tochter geschwängert und gedemütigt habe. In Rage fährt er zu Wades Anwesen und ermordet ihn.
Theron verfolgt den flüchtenden Mörder und erschießt ihn aus Notwehr. Theron beschließt daraufhin, in der Fremde sein Glück zu suchen und verlässt die Stadt. Die Rollen der ungleichen Brüder haben sich nun verkehrt: der uneheliche Sohn Rafe führt die bürgerliche Existenz, die eigentlich für den Stammhalter Theron vorgesehen war.